# Nanyangosaurus zhugeii
Il nanyangosauro (Nanyangosaurus zhugeii) è un dinosauro erbivoro appartenente agli ornitopodi. Visse alla fine del Cretaceo inferiore (Albiano, circa 110 milioni di anni fa) e i suoi resti fossili sono stati ritrovati in Cina.

## Descrizione
Conosciuto per uno scheletro parziale privo di cranio, questo animale era lungo circa 4,5 metri e possedeva una corporatura relativamente robusta. Le zampe posteriori erano lunghe e forti, mentre quelle anteriori erano molto più corte e snelle, anche rispetto a quelle di animali simili come Jinzhousaurus. In generale, l'aspetto di questo dinosauro doveva essere una via di mezzo tra quello del ben noto Iguanodon e quello degli adrosauri, o dinosauri a becco d'anatra.

## Classificazione
I resti parziali di questo dinosauro sono stati ritrovati nella formazione Sangping, che si presume risalga al piano Albiano. Le parentele di Nanyangosaurus vanno ricercate all'interno del gruppo degli iguanodonti, grandi dinosauri ornitopodi dalle caratteristiche evolute. Nanyangosaurus, in particolare, sembrerebbe essere stato ancestrale agli adrosauri, o dinosauri a becco d'anatra, sulla base di alcune caratteristiche scheletriche specializzate. Altre caratteristiche (principalmente l'osso sacro e le ossa della coda) lo pongono al di fuori del gruppo degli adrosauri propriamente detti.